# Алфёровы
Алфёровы (Алферьевы, Алферовы — от Олифиренок/Олифировичей (праправнуков Гетьмана Олифера Голуба) — русифицированы по Царским грамотам на дворянство и владения с 1690 по 1702 годы одни в Слободской Украине, другие в Гетьманщине. укр. Алфьорови) — малороссийский дворянский род.

## Происхождение и история рода

### Польско-литовская ветвь
Дворянский род происходит от сотника Почепской сотни (Стародубский полк) Козьмы Алфёрова (1702—1709 гг.), сторонника гетмана И. Мазепы, погибшего при взятии Почепа. Его дети и внуки среди войсковых товарищей Глуховской сотни (Нежинский полк) были записаны в VI часть родословной книги Черниговской губернии.
Другая ветвь Алфёровых, происходящая от сотника Сумского слободского казачьего полка Марка Алфёрова/Олефировича (1661—1714 гг.), записана в VI часть родословной книги Харьковская губерния.
Фамилия происходит от общего предка, украинского гетмана Олефира Голуба (1622-23, 1624, 1626 гг.), соратника и правопреемника Петра Конашевича Сагайдачного, который перед смертью завещал Олиферу Голубу своё имение, село (хутор) Конашивку.
Существует ещё один дворянский род Алферовых, внесенный в родословную книгу Киевской губернии.

### Московско-тверская ветвь
Основываясь на документах Боярской книги, более ранних исторических документов, можно утверждать, что Алфёровы в московском государстве были известны более чем за 150 лет до малороссийских Алфёровых (см. Известные представители). В 1514 году под Оршей погиб Василий Олферьев. В 1570 году в Пскове казнён Аксентий Алферьев. В 1573 году опричником Ивана Грозного числился Олферьев Афанасий. В 1587 году на Переволоке (между Доном и Волгой) воеводствовал Роман Васильевич Алферьев. Вероятно, это род, где родоначальник Дукс прозванием Величка, а в крещении Дмитрий Красной, который выехал из Немец из Италии в Тверь к великому князю Александру Михайловичу Тверскому и от него пошли рода Нащокины, Безнины и Олферьевы.

## Описание гербов

#### Малороссийский гербовник
Герб потомства Козьмы Алферова (1702): в щите разделённом перпендикулярно на две части, в правом, голубом поле, изображены два золотых креста и между ними серебряная подкова, шипами вниз обращённая. В левом, красном поле, находится серебряное орлиное крыло. Щит увенчан дворянским шлемом и короною с страусовыми перьями. Намёт на щите голубой и красный, подложенный золотом.

#### Герб. Часть IX. № 123.
В щите рассечённом, в правом лазоревом поле два кавалерских креста золотых и меж ними подкова серебряная, шипами вниз обращённая (изменённый польский герб Любич). В левом червлёном поле орлиное крыло серебряное. Щит увенчан дворянскими шлемом и короною со страусовыми перьями. Намёт на щите лазоревый и червлёный, подложенный золотом.

#### Герб. Часть XIX. № 97.
Герб потомства капитана Дмитрия Авакумова Алфёрова: щит поделён вертикально на две неравные части. В правой меньшей части, в золотом поле, один под другим два красных лапчатых креста. В левой большей части, в чёрном поле, серебряный чешский лев с золотой короной, с красными глазами и языком. Намёт: красный с серебром.

## Известные представители
- Олфёров Семён Романович — воевода в Борисове (Царёв-Борисов, в Харьковской губ) (1600)[7].
- Алфёров Иван Васильевич — стольник (1627—1640).
- Алфёров Михаил Васильевич — стольник (1627—1629).
- Олферьев Иван Васильевич — стольник, воевода в Рыльске (1639—1639), в Вологде (1644—1646), в Царёво-Алексееве городе (1647), в Козлове (1651—1652).
- Олферьев Иван Васильевич (Безнин) — окольничий, воевода в Могилёве (1654).
- Алфёров Иван — дьяк (1676).
- Алфёров Парфений Григорьевич — московский дворянин (1677).
- Алфёров Дмитрий Григорьевич — стряпчий (1680—1692).
- Олферьев Иван — дьяк, воевода в Киеве (1689).
- Алфёров Иван Коноков — дьяк (1692).
- Алфёров Тимофей Парфеньевич — стряпчий (1692).
- Алфёровы: Меркул и Перфилий Парфеньевичи и Дмитрий Богданович — московские дворяне (1692)[1][7].